# Kevin Walker (calciatore)
Kevin Edward Bertil Walker (Örebro, 3 agosto 1989) è un ex calciatore e cantante svedese, di ruolo centrocampista.

## Biografia
È nato in Svezia ma ha origini irlandesi: il padre Pat Walker ha anche vestito la maglia dell'Irlanda Under-21. Kevin ha un fratello maggiore, Robert, anch'egli calciatore in Svezia.

## Carriera

### Calciatore
Cresciuto nelle giovanili di diversi club svedesi, debutta in prima squadra con l'Örebro SK facendo due apparizioni nel 2005 in Superettan e quattro nel 2006 in Allsvenskan.
Il 31 agosto 2007 si trasferisce all'AIK, giocando alcune partite in nerogiallo e altre in prestito in seconda serie al Väsby United, all'epoca squadra satellite. Walker ha perso tutta la stagione 2009 (in cui l'AIK vinse il titolo nazionale) a causa di una grave setticemia manifestatasi mentre si trovava in Belgio con l'Under-21 svedese. Ritorna l'anno successivo dividendosi tra Väsby United, AIK, ancora Väsby United e chiudendo il campionato all'Assyriska in Superettan.
Inizia la stagione 2011 nuovamente all'AIK, ma chiude l'esperienza in nerogiallo con 26 presenze complessive, partendo dalla panchina in gran parte di esse: a stagione in corso viene prestato infatti al GIF Sundsvall, squadra che a fine anno lo acquisisce a titolo definitivo. In biancoblu rimane due anni e mezzo, durante i quali comincia a muovere i primi passi nel mondo della musica: ciò ha causato anche una controversia, poiché una partita della sua squadra è stata spostata per permettergli di partecipare in diretta allo show televisivo sull'emittente TV4 (che deteneva anche i diritti della serie cadetta).
Al termine del campionato 2014, concluso con il ritorno del GIF Sundsvall nella massima serie, viene annunciato il ritorno di Walker a Stoccolma ma in un'altra squadra cittadina, il Djurgården, con cui firma un contratto triennale. La cessione di Emil Bergström, avvenuta nel gennaio 2016, gli fa ereditare la fascia di capitano, la quale però l'anno successivo è andata ai veterani Kim Källström e Andreas Isaksson appena tornati al club dopo gli anni trascorsi in giro per l'Europa. Nel 2019, anno in cui il Djurgården torna a vincere il titolo nazionale, Walker contribuisce con 21 presenze (di cui 8 da titolare) e due reti segnate. Lascia il Djurgården al termine dell'Allsvenskan 2020 quando era in scadenza di contratto, rivolgendo al tempo stesso critiche allo staff tecnico.
Dal gennaio del 2021 ritorna ad essere un giocatore dell'Örebro a seguito della firma di un contratto triennale. Al termine della sua prima stagione del ritorno in bianconero, la squadra retrocede in Superettan. Al termine del campionato di Superettan 2023, il club annuncia che Walker (in scadenza di contratto) avrebbe lasciato il club.

### Cantante
Unitamente all'attività di calciatore, nel 2013 ha partecipato alla nona edizione svedese del talent show Idol. Arrivato in finale contro Elin Bergman (durante la quale entrambi hanno cantato con Robbie Williams), è poi stato proprio Walker a vincere per voto popolare. Il successo televisivo gli ha permesso di firmare un contratto con la Universal.
Il suo singolo di debutto, intitolato Belong come la canzone con cui ha vinto la finale di Idol, ha raggiunto il secondo posto della Sverigetopplistan, la classifica ufficiale svedese.

## Palmarès

### Club

#### Competizioni nazionali
- Campionato svedese: 1

Djurgården: 2019
- Coppa di Svezia: 1

Djurgården: 2017-2018